# Koki Yonekura
Koki Yonekura (米倉 恒貴, Yonekura Koki, Chiba, 17 mei 1988) is een Japans voetballer die als verdediger speelt bij JEF United Chiba.

## Clubcarrière
Koki Yonekura begon zijn carrière bij JEF United Chiba in 2007. In 7 jaar speelde hij er 136 competitiewedstrijden. In 2014 tekende Koki Yonekura een contract bij Gamba Osaka.

## Japans voetbalelftal
Koki Yonekura maakte op 9 augustus 2015 zijn debuut in het Japans voetbalelftal tijdens een Oost-Aziatisch kampioenschap voetbal 2015 tegen China.

## Statistieken
| Japans voetbalelftal | Japans voetbalelftal | Japans voetbalelftal |
| Jaar                 | Wed.                 | Dlp.                 |
| -------------------- | -------------------- | -------------------- |
| 2015                 | 2                    | 0                    |
| Totaal               | 2                    | 0                    |